# Найкращі відеоігри
«Найкращі відеоігри» (скорочено «НВІ», рос. Лучшие компьютерные игры, ЛКИ) — російський щомісячний журнал, присвячений відеоіграм. Виходив як книжкова серія з 1998 до 2002 року та як журнал з 2002 до 2011 року.

## Історія
Журнал було засновано у видавництві «ТехноМир» відомим рольовиком, журналістом і сценаристом Андрієм Ленським (псевдонім Річард Псміт), який і став його головним редактором. Спочатку він випускався як спеціальний додаток до журналу «Игромания» у вигляді книг, виходив нерегулярно. Таким чином вийшло 13 номерів. У перших випусках друкувалися винятково керівництва та проходження до ігор. Починаючи з січня 2003 року та 14-го номера журнал існував як самостійне видання та виходив щомісячно.
Після смерті Ленського 2010 року журнал почав зазнавати організаційних і фінансових проблем. Без свого засновника «НВІ» проіснував іще майже два роки. У грудні 2011 року видавництво «ТехноМир» оголосило про замороження НВІ на невизначений термін. Редколегія повернулася до штату «Ігроманії». За словами директора видавництва й останнього головного редактора журналу Дениса Давидова, журнал може бути відроджено у випадку сприятливіших фінансових обставин.

## Зміст
НВІ позиціювався як науково-популярний журнал про відеоігри. В журналі друкувались аналітичні статті про ігри, а також пізнавальні матеріали по наближеним до ігрових темам на кшталт «зброя в іграх», «історичні сюжети в іграх» і тому подобні. Найбільш освітлюваними були такі теми, як долі та майбутнє ігрової індустрії, опис та оцінка відеоігор, факти та події, на яких засновані ігри, аналітика та інші пізнавальні матеріали. Велика увага приділялася керівництвам по іграм, опису проходжень, порадам по ефективній грі.
Журнал було орієнтовано на людей у віці від 20 років, але серед постійних читачів журналу були й підлітки від 12 років. На сторінках НВІ ігровий жаргон використовувався вкрай рідко, у випадках, коли без нього важко чи неможливо було подати сенс. Цим журнал відрізнявся від більшості інших періодичних видань на ігрову тематику.
Всі рубрики журналу було поділено на лінії — великі блоки рубрик, об'єднані спільним сенсом. Цих ліній було сім: Передова лінія, Лінія фронту, Лінія горизонту, Сюжетна лінія, Лінія збірки, Коса лінійка та Лінія зв'язку.
Також варто виокремити[джерело не вказане 3714 днів] серію оповідань «Бета-тестери» Миколи Ромашкіна про роботу журналістів ігор у світі майбутнього, що друкувалася майже в усіх номерах журналу протягом 2005—2010 років.
Журнал виходив у глянцевій обкладинці. Обсяг журналу в докризовий період сягав 256 сторінок, в останні роки історії скоротився до 176 сторінок.

## Диск і відеожурнал НВІ
Тираж комплектувався DVD-диском: спочатку одношаровим, потім двома двошаровими DVD-дисками, а наостанок — одним двошаровим. Об'єм DVD сягав близько 8 гігабайт, що дозволяло розміщувати на ньому авторські відеоматеріали. На диску НВІ виходив відеожурнал — щомісячна відеопрограма, що складалася з добірних епізодів як ігрового процесу, так і «живого» знімання. У відеожурналі можна було побачити програму новин ігрової індустрії, інтерв'ю з розробниками, подивитися авторське відео безпосередньо з ігор.

## Система оцінювання ігор
Для оцінювання ігор у рецензіях використовувався рейтинг гри, вимірюваний у відсотках. За даними агрегатора відгуків «Критиканство.ру», за всю свою історію НВІ опублікував 736 рецензій зі середнім рейтингом 79 %. Рейтинг складався з п'яти головних і двох другорядних параметрів.

### Головні параметри
- Захопливість — чи цікаво грати у гру?
- Графіка — наскільки красиво виглядає гра, чи вражають ефекти, чи природна анімація?
- Звук — оцінювання якості музики, звукових ефектів та акторської гри
- Ігровий світ — оцінювання сюжету, сценарію, стилю та загальної привабливості світу.
- Зручність — чи зручний у грі інтерфейс, поведінка камери, чи немає критичних багів?

### Другорядні параметри
- Новизна — чи принесла гра в жанр щось нове?
- Інтерес повторної гри — чи присутня реграбельність?

Другорядні параметри не мають жодної шкали, вони або присутні, або ні.
Крім рейтингу гри, існували ще чотири особливі нагороди: Корона, Орден, Медаль і тухлий помідор. Вони давали загальний висновок про якість гри. Залежності як такої між рейтингом і нагородою не було, але за винятком деяких ігор, решта сортувалася за відсотковими групами. Нагороди слугували оцінкою гри як витвору мистецтва, тоді як рейтинг — оцінкою гри як продукту. Тому іноді гра могла отримати низький рейтинг і «Корону», або навпаки — з рейтингом 90 % отримати всього лише «Медаль». Також іноді ці значки використовувалися при оцінюванні перспектив іще не випущеної гри: це називалося «рейтингом надій».
Спочатку оцінки ігор друкувалися без шкали рейтингу, проте пізніше це було змінено і вони стали публікуватися разом.

## Редакція
- Головний редактор: Андрій Ленський[ru] (2002—2010), Денис Давидов (2010—2011)
- Шеф-редактор: Олексій Шуньков (2010—2011)
- Заступник головного редактора: Світлана Фадеєва.
- Редактори: Олександр Пушкарь, Анна Полянська, Сергій Звєрєв, Тимур Хорєв, Ніна Бєлявська, Дмитро Телері.
- Випускаючий редактор: Тетяна Швець.
- Редактор диску: Ізабелла Шахова.
- Художній директор: Роман Гриниха.
- Дизайнери: Армаіс Саркісов, Микола Нікашин, Марина Гриниха, Денис Недипіч.
- Художники: Александр Ремізов, Марія Кустовська.
- Програмування диску: Дмитро Михайлов.
- Програмування сайту: Ніна Бєлявська.
- Коректори: Єлена Ольшанська, Анна Полянська.
- Пошта: Тетяна Оболенська (Світлана) — до серпня 2011 року. Починаючи з вересневого номера 2011 року розділ «Пошта» було прибрано.
- Директор по зв'язкам із громадськістю: Тетяна Шацька.

### Відеолабораторія
- Продюсер: Геннадій Саприкін
- Монтажер: Денис Лавров

## Автори
| - Тимур Хорєв - Микола Ромашов (Привид) - Олексій Шуньков - Сергій Звєрєв - Олександр Домінгес - Тетяна Оболенська (Світлана) - Крістобаль Хунта - Кирило Орєшкін - Олександр Яковенко - Ярослав Шалашов - Геннадій Саприкін | - Олексій Крупник (White-Ra) - Олег Казанцев - Геннадій Вальков - Денис Василенок - Андрій Чаплюк - Марина Мінченко - Денис Гундоров - Євген Блінов - Дмитро Телері - Тетяна Швець - Олександр Крелін | - Андрій Єгоров - Данило Новіков - Михайло Іванов - Роман Бобков - Микола Жогов - Олексій Петрилєнков - Євгеній Лебеденко - Дмитро Трубіцин - Олександр Стайкін - Олександр Грейт - Олександр Тараканов | - Артем Кірюшин - Костянтин Закаблуковський - Фелікс Морозовський - Ілля Гінзбург - Євгеній Колпаков - Антон Лисенко - Станіслав Степанченко - Сергій Штепа - Артемій Козлов - Артем Бузила - Іван Василенко |

## Сайт і форуми «НВІ»
Сайт lki.ru зосередив основну інформацію про журнал. На ньому можна було дізнатись про дату виходу та зміст нового номера, замовити старі екземпляри, отримати доступ до архіву статей. На сайті проводились опитування, що дозволяли (теоретично) вплинути на подальший розвиток журналу. Сайт НВІ не був винятково «дзеркалом» журналу в Інтернеті. На сайті, крім іншого, публікувались ексклюзивні матеріали, наприклад, стрічка новин, присвячена відеоіграм, демо-версії, патчі та ін. Представлений у двох варіантах онлайн-магазин (з оплатою до отримання товару та після) дозволяв придбати через Інтернет старі номери журналів «Найкращі відеоігри», «Ігроманія» та «Mobi». Наразі цю саму функцію виконує спільний для видавництва онлайн-магазин «Journal shop».
Сайт припинив регулярно оновлюватися з вересня 2011 року. Після закриття журналу сайт функціонує як архів журнальних статей, а з весни 2013 і як архів відеосюжетів «Ігроманії».
Постійні прихильники журналу спілкувалися на форумі НВІ. Дочірні розділи форуму було присвячено клубу%20інтелектуальних%20відеоігор, вікі-енциклопедії «Найкращих відеоігор», Ерудит-квартету та гільдії Lorekeepers, яка діяла у світі World of Warcraft. Наприкінці 2012 року форум зазнав масованої спам-атаки і через бездіяльність адміністрації був ними поглинутий. 2013 року форум було закрито на невизначений термін.

## ЛКИ-Creator
У червні 2004 року на сторінках НВІ розпочався новий проєкт ЛКИ-Creator. Група журналістів на чолі з головним редактором НВІ Андрієм Ленським, який виступав під псевдонімом Річард Псміт, почала розробку безкоштовного та загальнодоступного грального рушія з відкритим початковим кодом мовою Delphi. Було опубліковано декілька лістингів коду найпростіших ігор і пояснено деякі теоретичні аспекти, такі, як вибір жанру майбутньої гри та штучний інтелект. Від номера до номера рушій удосконалювався, включаючи в себе поліпшену сумісність і нові можливості. На основі двовимірної версії рушія, названої згодом «ЛКИ-Creator 2D», авторами було створено та запропоновано читачеві три більш-менш завершені гри:
- «Зоряний ескорт» — космічна аркада з виглядом згори;
- Filler — головоломка, ремейк класичної гри «Filler». Код надіслано в редакцію читачем Oct Opus.
- «Війна за обеліски» — покрокова стратегія. Демонструє основні прийоми роботи з плитковою картою.

«ЛКИ-Creator» засновано на графічному інтерфейсі DirectX версії 8.0, а отже, всі ігри, скомпільовані з його допомогою, вимагають цю бібліотеку. В ранніх версіях «ЛКИ-Creator» мав вади з сумісністю, а тому без редагувань початкового коду міг бути встановлений лише поверх Borland Delphi 5. Пізніше з'явилася сумісність із пізнішими версіями даного середовища розробки.
За декілька місяців після початку проєкту вийшов «ЛКИ-Creator 3D», який дозволяв створювати тривимірні застосунки. Як приклад використання в журналі були наведено фрагменти початкового коду програми «Дельфін», яка малювала на екрані тривимірну модель дельфіна, що рухалася за курсором миші.
У наступні роки проєкт було закинуто. На це є кілька причин:
- «ЛКИ-Creator» спочатку поступався своїми можливостями найближчим аналогам, таким як DelphiX і GLScene[ru]
- Конфлікт редакції з одним із провідних програмістів рушія спричинив тривалу затримку в розробці та крок назад
- Формат журналу не дозволяв публікувати вичерпні керівництва з використання пакету